# Nagroda Japońska
Nagroda Japońska (jap. 日本国際賞 Nihon-kokusai-shō; dosł. Japońska Nagroda Międzynarodowa) – nagroda naukowa, przyznawana badaczom z całego świata przez „Japan Prize Foundation”.
Otrzymują ją naukowcy, „których oryginalne i niezwykłe osiągnięcia w zakresie nauki i technologii zostają uznane za poszerzające granice wiedzy, przyczyniające się do utrzymania pokoju i zwiększenia dobrobytu ludzkości”. Nagrodzonym osobom przyznawany jest dyplom, medal okolicznościowy oraz czek w wysokości ok. 50 mln jenów (około pół miliona dolarów amerykańskich). Nagrody są przyznawane jedynie żyjącym naukowcom i po raz pierwszy zostały rozdane w 1985 roku. W ceremonii ich nadania uczestniczy japońska para cesarska.
W 2023 roku jedynym polskim laureatem jest zoolog, prof. Andrzej Tarkowski z Uniwersytetu Warszawskiego, którego uhonorowano tą nagrodą za jego odkrycia w zakresie embriologii ssaków.

## Lista laureatów Nagrody Japońskiej
- 1985: John R. Pierce i Ephraim Katchalski
- 1986: David Turnbull i Willem J. Kolff
- 1987: Henry M. Beachell, Gurdev S. Khush i Theodore H. Maiman
- 1988: Georges Vendryes, Donald A. Henderson, Isao Arita, Frank Fenner, Luc Montagnier i Robert C. Gallo
- 1989: Frank Sherwood Rowland i Elias James Corey
- 1990: Marvin Minsky, William Jason Morgan, Dan Peter Mckenzie i Xavier Le Pichon
- 1991: Jacques - Louis Lions i John Julian Wild
- 1992: Gerhard Ertl i Ernest John Christopher Polge
- 1993: Frank Press i Kary B. Mullis
- 1994: William Hayward Pickering i Arvid Carlsson
- 1995: Nick Holonyak Jr. i Edward F. Knipling
- 1996: Charles K. Kao i Masao Ito
- 1997: Takashi Sugimura, Bruce N. Ames, Joseph F. Engelberger i Hiroyuki Yoshikawa
- 1998: Leo Esaki, Jozef S. Schell i Marc C. E. Van Montagu
- 1999: W. Wesley Peterson, Jack L. Strominger i Don C. Wiley
- 2000: Ian L. McHarg i Kimishige Ishizaka
- 2001: John B. Goodenough i Timothy R. Parsons
- 2002: Tim Berners-Lee, Anne McLaren i Andrzej K. Tarkowski
- 2003: Benoît Mandelbrot, James A. Yorke i Seiji Ogawa
- 2004: Ken’ichi Honda, Akira Fujishima, Keith J. Sainsbury i John H. Lawton
- 2005: Makoto Nagao, Masatoshi Takeichi i Erkki Ruoslahti
- 2006: John Houghton i Akira Endō
- 2007: Peter Shaw Ashton, Albert Fert i Peter Grünberg
- 2008: Victor McKusick, Bob Kahn i Vinton Gray Cerf
- 2009: Dennis L. Meadows i David E. Kuhl
- 2010: Shun’ichi Iwasaki i Peter Vitousek
- 2011: Kenneth Thompson, Dennis Ritchie, Tadamitsu Kishimoto i Toshio Hirano
- 2012: Janet Rowley, Brian Druker, Nicholas Lydon i Masato Sagawa
- 2013: C. Grant Willson, Jean M. J. Fréchet i John Frederick Grassle
- 2014: Yasuharu Suematsu i C. David Allis
- 2015: Yutaka Takahashi, Theodore Friedmann i Alain Fischer
- 2016: Hideo Hosono i Steven D. Tanksley
- 2017: Emmanuelle Charpentier, Jennifer Doudna i Adi Szamir
- 2018: Akira Yoshino, Max D. Cooper, Jacques Miller
- 2019: Yoshio Okamoto, Rattan Lal
- 2020: Svante Pääbo, Robert G. Gallager
- 2021: Martin A. Green, Bert Vogelstein, Robert A. Weinberg
- 2022: Katalin Karikó, Drew Weissman, Christopher Field
- 2023: Masataka Nakazawa, Kazuo Hagimoto, Gero Miesenböck, Karl Deisseroth
- 2024: Brian Hoskins, John Michael Wallace, Ronald M. Evans
- 2025: Russell Dean Dupuis, Carlos M. Duarte